# La enigmática señora Loverly
La enigmática señora Loverly (título original The Law and the Lady) es una película de 1951 dirigida por Edwin H. Knopf. Protagonizada por Greer Garson, Michael Wilding y Fernando Lamas, la cinta se basa en la obra teatral The Last of Mrs. Cheyney, escrita por Frederick Lonsdale en 1925. La película, sin embargo, no tiene nada que ver con la novela de Wilkie Collins, The Law and the Lady, salvo el título. Las adaptaciones anteriores de la historia se hicieron en 1929 y 1937.

## Argumento
Jane Hoskins (Garson) ha trabajado la mayor parte de su vida como ama de llaves y actualmente es empleada por lord Minden y su altiva esposa lady Sybil Minden. El hermano gemelo de lord Minden, Nigel (Michael Wilding) recibió solo diez mil libras de herencia, frente a los cinco millones de su hermano gemelo, solo porque su hermano nació cinco minutos antes que él y, en consecuencia, es el hermano mayor a los ojos de la ley. Después de malgastar su dinero, Nigel se cuela en la casa de su hermano y roba los pendientes de lady Minden. Lady Minden acusa a su criada Jane del robo hasta que Nigel da un paso adelante y se responsabiliza. Jane, enojada porque lady Minden la acusó injustamente de robo, decide renunciar a su trabajo.

## Reparto
- Greer Garson : Jane Hoskins
- Michael Wilding : Nigel Duxbury
- Fernando Lamas : Juan Dinas
- Marjorie Main : Julia Wortin
- Hayden Rorke : Tracy Collans
- Margalo Gillmore : Cora Caighn
- Ralph Dumke : James Horace Caighn
- Rhys Williams : Inspector McGraw
- Phyllis Stanley : Lady Sybil Minden
- Natalie Schafer : Pamela Pemberson
- Bess Flowers : Mrs. Bruno Thayer
- Holmes Herbert : coronel inglés
- Stuart Holmes : Mr. Bruno Thayer
- Matt Moore : Senador Scholmm
- Anna Q. Nilsson : Mrs. Scholmm

## Diferentes versiones
De la pieza teatral de Frederick Lonsdale se han realizado diferentes adaptaciones cinematográficas:
- La honestidad de la señora Cheyney (The Last of Mrs. Cheyney) de Sidney Franklin (1929) interpretada por Norma Shearer.
- El último adiós a la señora Cheyney (The Last of Mrs. Cheyney), de Richard Boleslawski (1937), interpretada por Joan Crawford.
- La enigmática señora Loverly (The Law and the Lady) de Edwin H. Knopf (1951), interpretada por Greer Garson.
- La virtuosa señora Cheney / Los placeres de la señora Cheney (Frau Cheneys Ende), de Franz Josef Wild (1961), interpretada por Lilli Palmer.